# Falknishorn
Falknishorn är en bergstopp i Schweiz, på gränsen till Liechtenstein.   Den ligger i regionen Landquart och kantonen Graubünden, i den östra delen av landet, 160 km öster om huvudstaden Bern. Toppen på Falknishorn är 2 451 meter över havet, eller 49 meter över den omgivande terrängen. Bredden vid basen är 0,11 km. Falknishorn ingår i Rätikon.
Terrängen runt Falknishorn är huvudsakligen bergig, men åt nordost är den kuperad. Närmaste större samhälle är Bad Ragaz, 6,2 km sydväst om Falknishorn. 
I omgivningarna runt Falknishorn växer i huvudsak blandskog. Runt Falknishorn är det ganska glesbefolkat, med 24 invånare per kvadratkilometer.